# Charadrius obscurus
Charadrius obscurus là một loài chim trong họ Charadriidae.
Loài chim này là loài chim ven bờ và thường được tìm thấy trên các bãi cát và hố cát hoặc kiếm ăn trên các cửa sông thủy triều. Vào năm 1990, những con chim này đã gần tuyệt chủng với khoảng 1300 cá thể ở phía bắc và khoảng 75 cá thể ở phía nam, nhưng các biện pháp bảo tồn đã có hiệu quả trong việc nâng những con số này lên 1700 và 250 tương ứng vào năm 2005.

## Hình ảnh

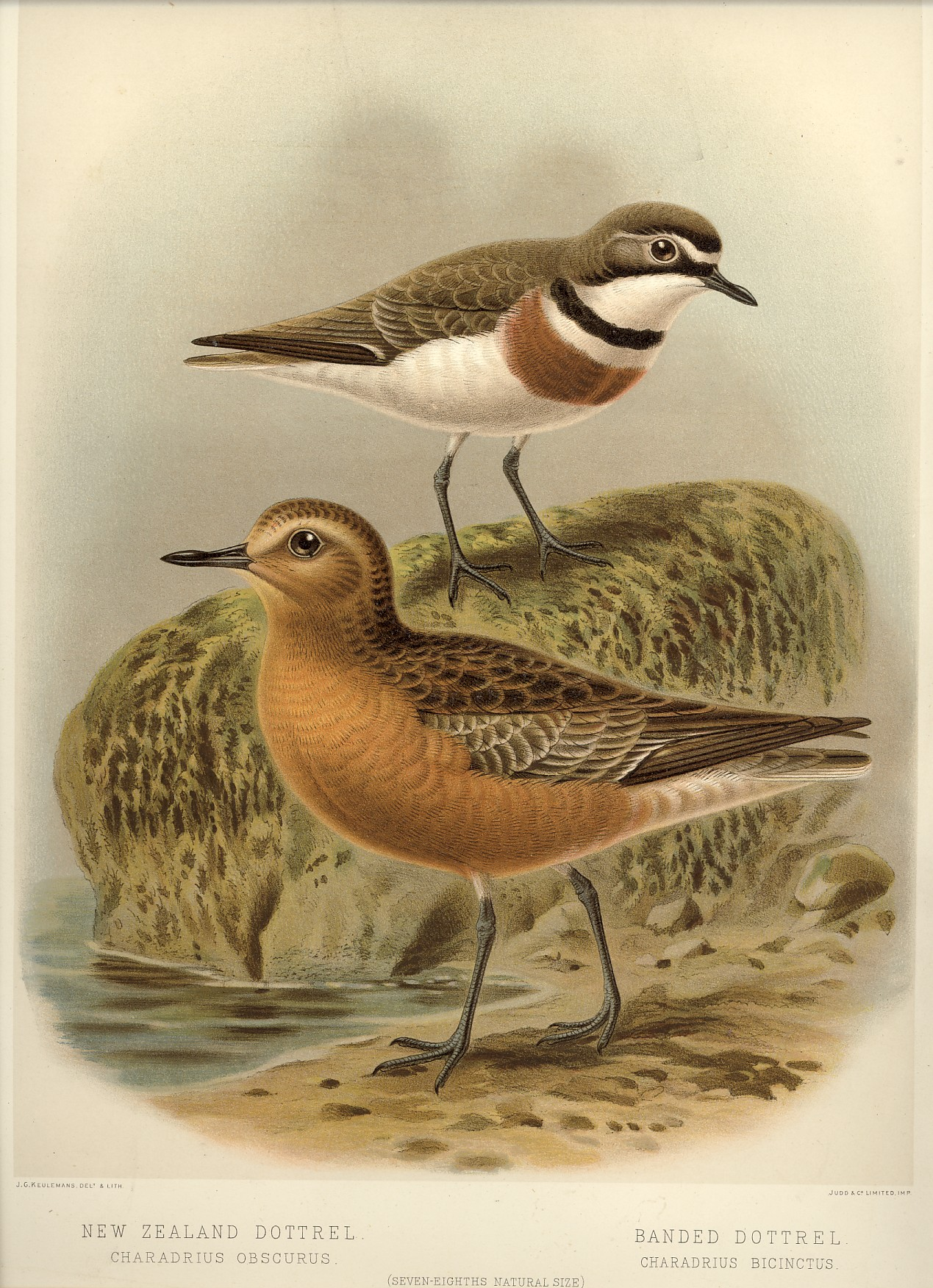
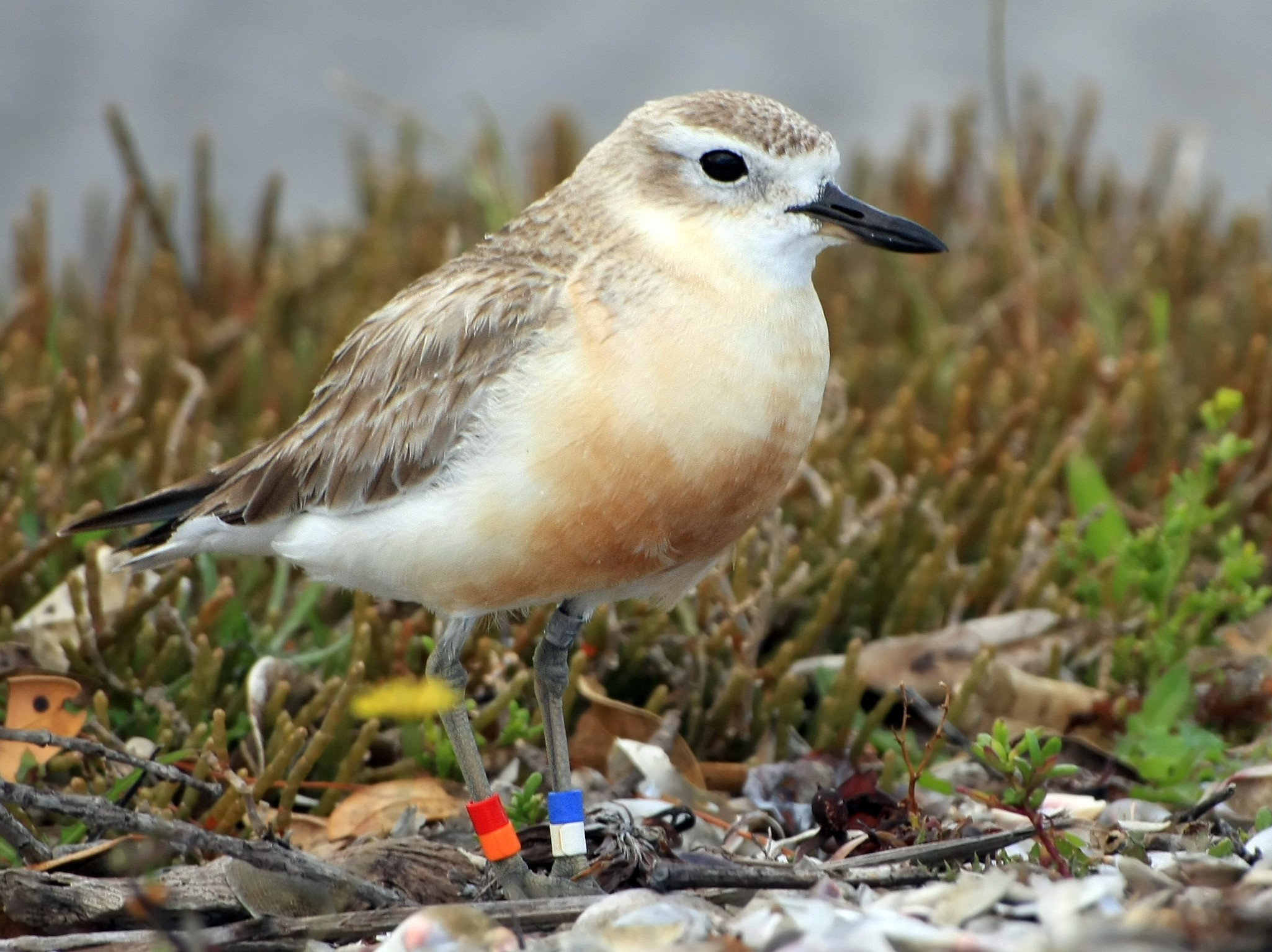
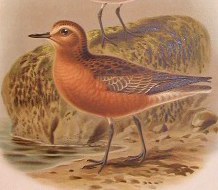
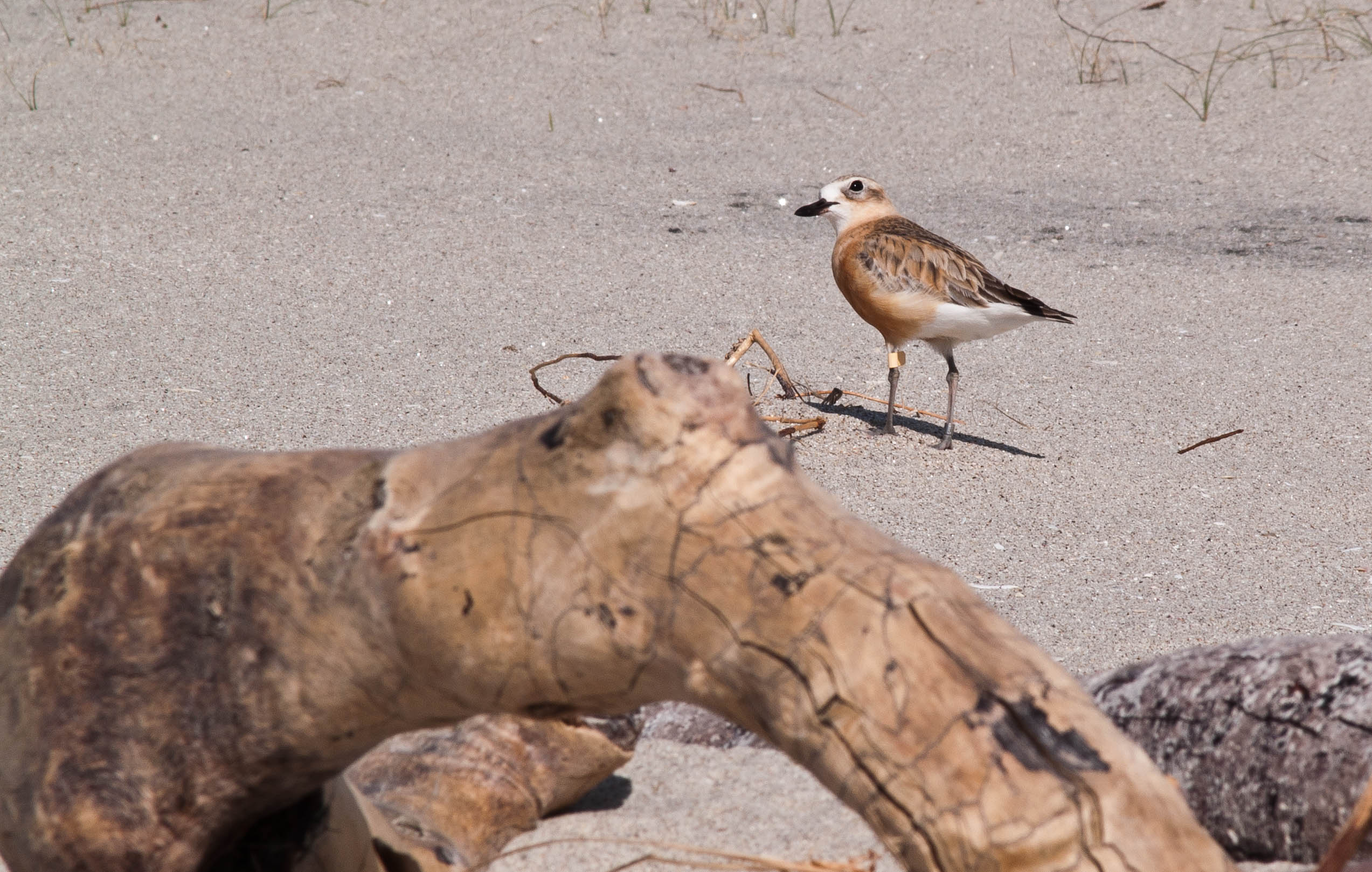
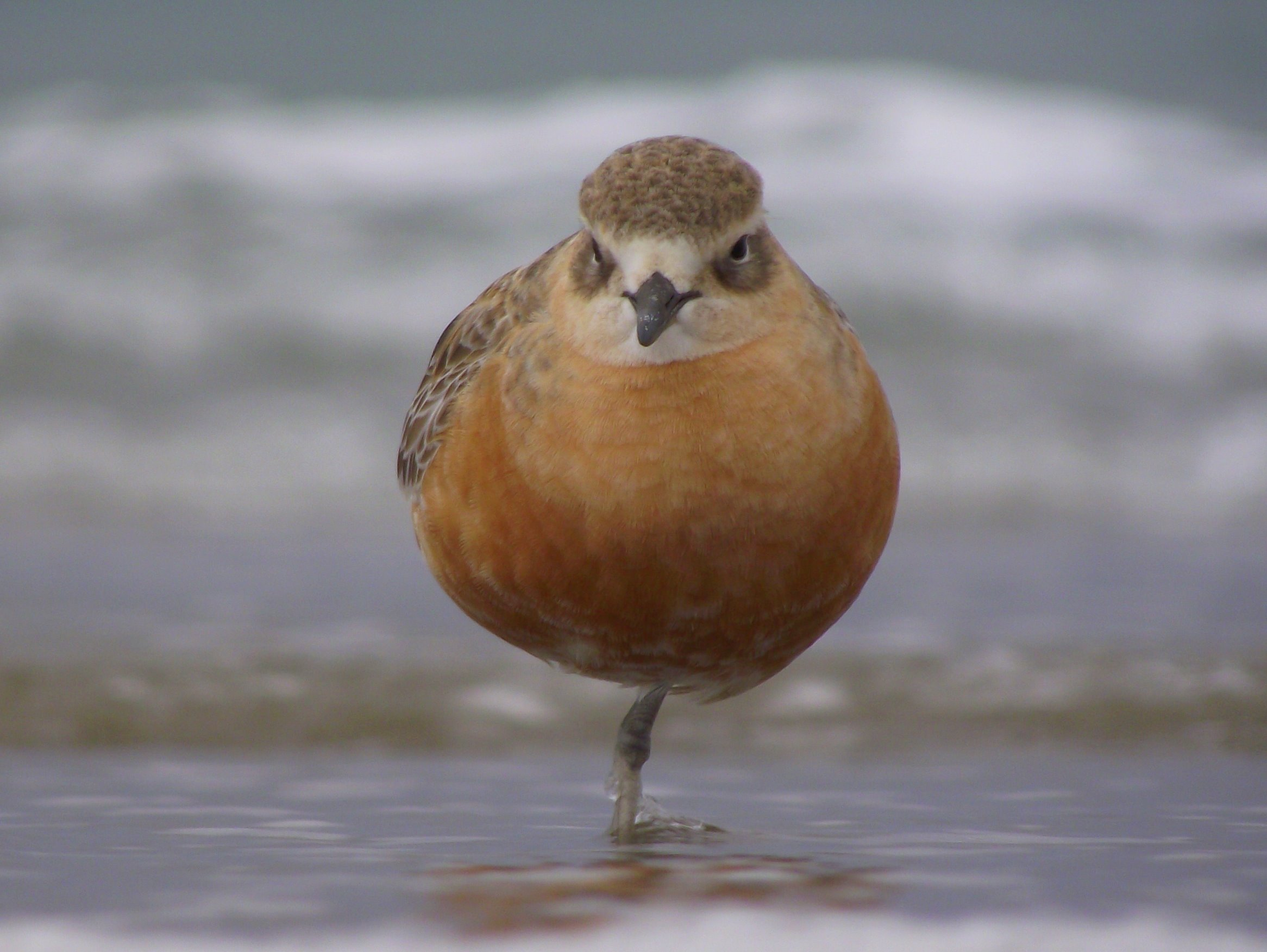
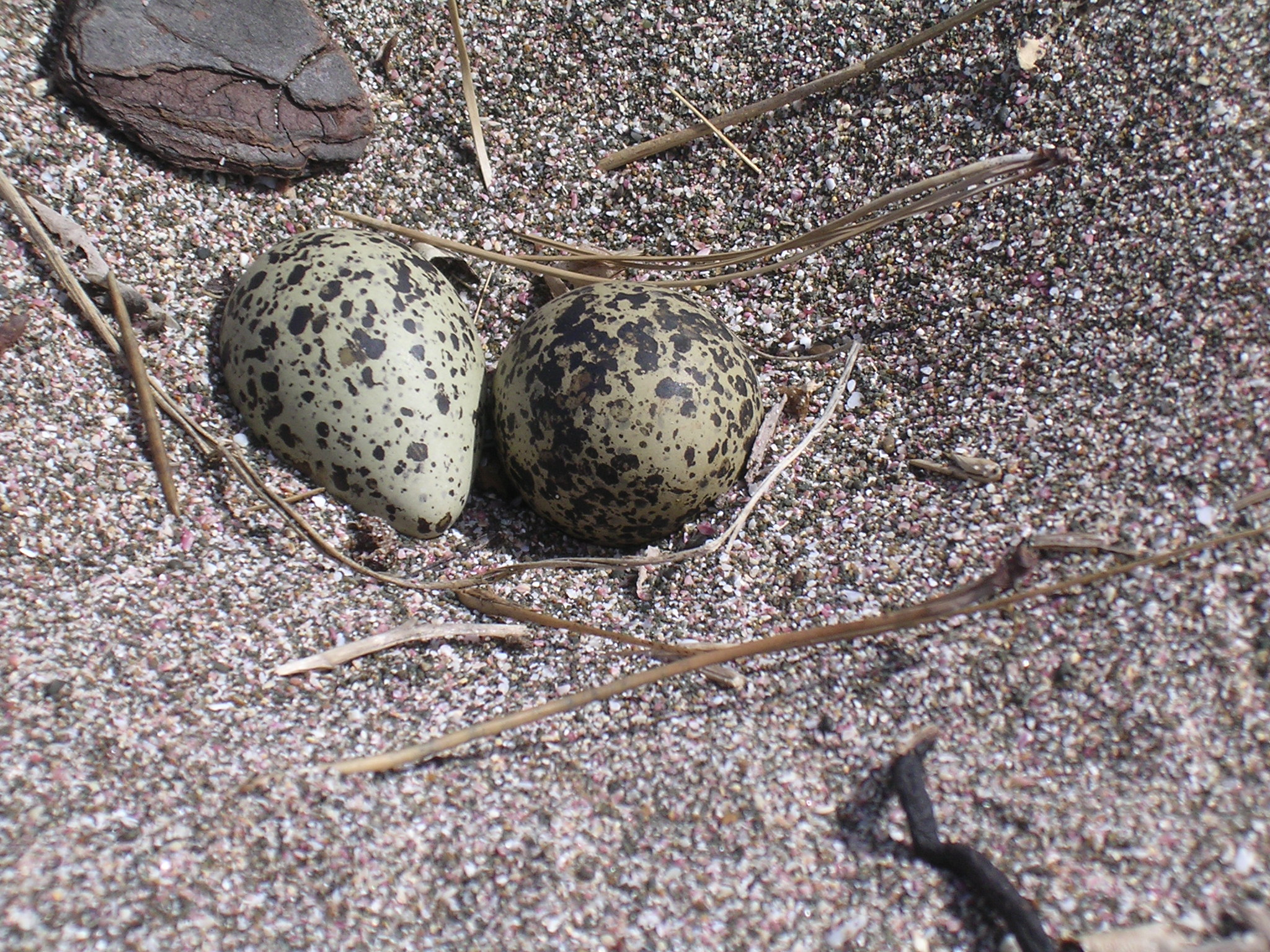